# Geal Chàrn (Beinn a’ Chlachair)
Der Geal Chàrn, auch als Mullach Coire an Iubhair bezeichnet, ist ein als Munro und Marilyn eingestufter, 1049 Meter hoher Berg in Schottland. Sein gälischer Name kann in etwa mit Weißer Berg oder Weißer Gipfel übersetzt werden.
Er liegt in der Council Area Highland in den Grampian Mountains östlich von Spean Bridge zwischen Loch Laggan und Loch Ericht in der einsamen Berglandschaft des Ardverikie Forest. Insgesamt liegen im Ardverikie Forest drei Munros und diverse weitere Gipfel, von denen der Geal Chàrn der zweithöchste ist. Südlich schließt sich, getrennt durch das rund 500 Meter tiefer liegende An Lairig die Bergkette nördlich des Ben Alder an.

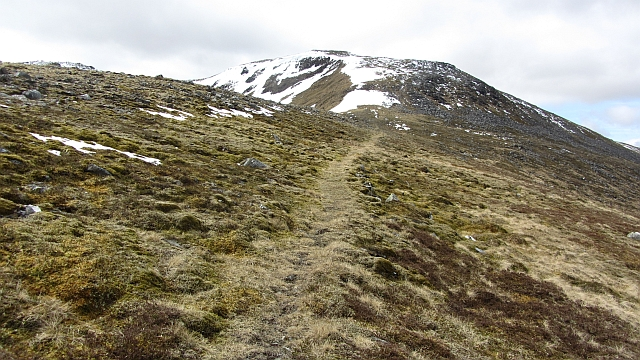
Blick von Norden zum Geal Chàrn, links unterhalb des Gipfels das Coire an Iubhair Mòr

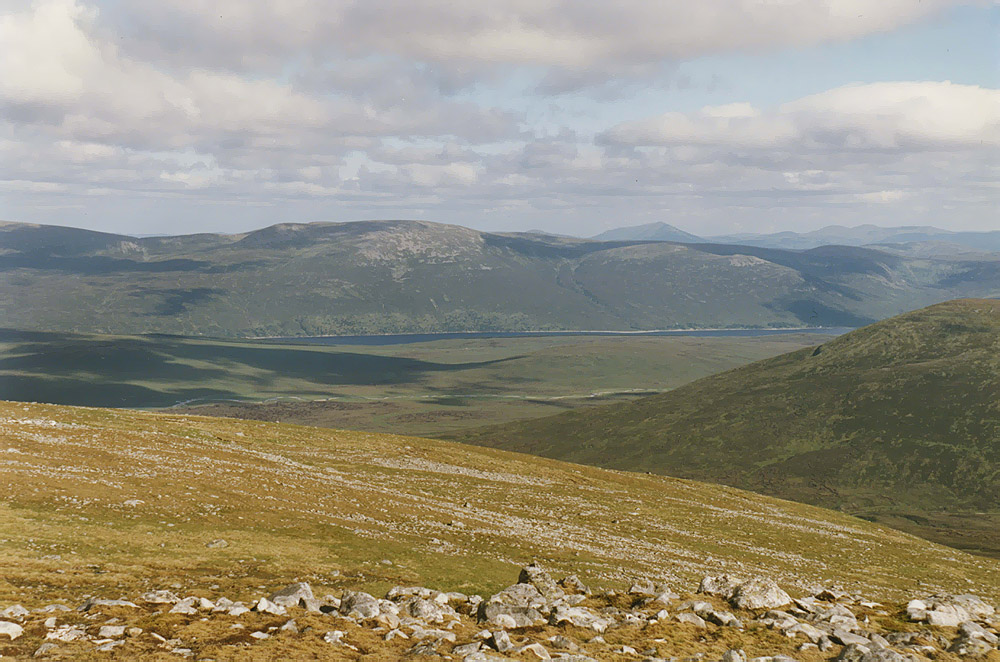
Blick vom Gipfel nach Osten, im Hintergrund Loch Ericht, dahinter der Beinn Udlamain

Der Geal Chàrn ist ein ziemlich breit gelagerter Berg mit einem weiten Gipfelplateau, das nach fast allen Seiten eher sanft abfällt und von steiniger Moos- und Heidelandschaft geprägt ist. Ausnahmen sind die teils steil zum Loch a’ Bealaich Leamhain abfallende Südseite sowie das Coire an Iubhair Mòr, ein tief eingeschnittenes, felsiges und steiles Kar auf der Nordseite. Westlich dieses Kars verläuft der Nordgrat des Geal Chàrn, östlich der markante, als Sròn Garbh bezeichnete Nordostgrat. Auf der Nordseite wie auch der Südostseite befinden sich ansonsten lediglich in tieferen Bereichen einige fels- und schrofendurchsetzte steilere Partien. Westlich der steilen Südseite besteht über den Bealach Leamhain auf etwa 730 Meter Höhe ein Übergang zum südwestlich benachbarten Beinn a’ Chlachair, dem höchsten Gipfel der Berggruppe. 
Viele Munro-Bagger kombinieren eine Besteigung des Geal Chàrn mit den beiden benachbarten Munros Beinn a’ Chlachair und Creag Pitridh. Ausgangspunkt ist ein Parkplatz an der A86 bei der kleinen Ansiedlung Moy, westlich von Loch Laggan. Von dort führt der Zustieg über Forstwege und später über Jagdpfade vorbei am Lochan na h-Earba entlang des Bachlaufs Allt Coire Pitridh bis zum Bealach Leamhain, von dem aus über die breite, sanft ansteigende Westseite das ausgedehnte Gipfelplateau erreicht werden kann. Alternativ können auch der wenig ausgeprägte Nordgrat auf der Westseite des Coire an Iubhair Mòr und die breiten Südosthänge als Auf- und Abstiege genutzt werden, erfordern aber deutlich längere Anmärsche durch teils weglose und unbewohnte Moor- und Heidelandschaft, ausgehend von Kinloch Laggan bzw. Dalwhinnie.